# 韭菜盒子

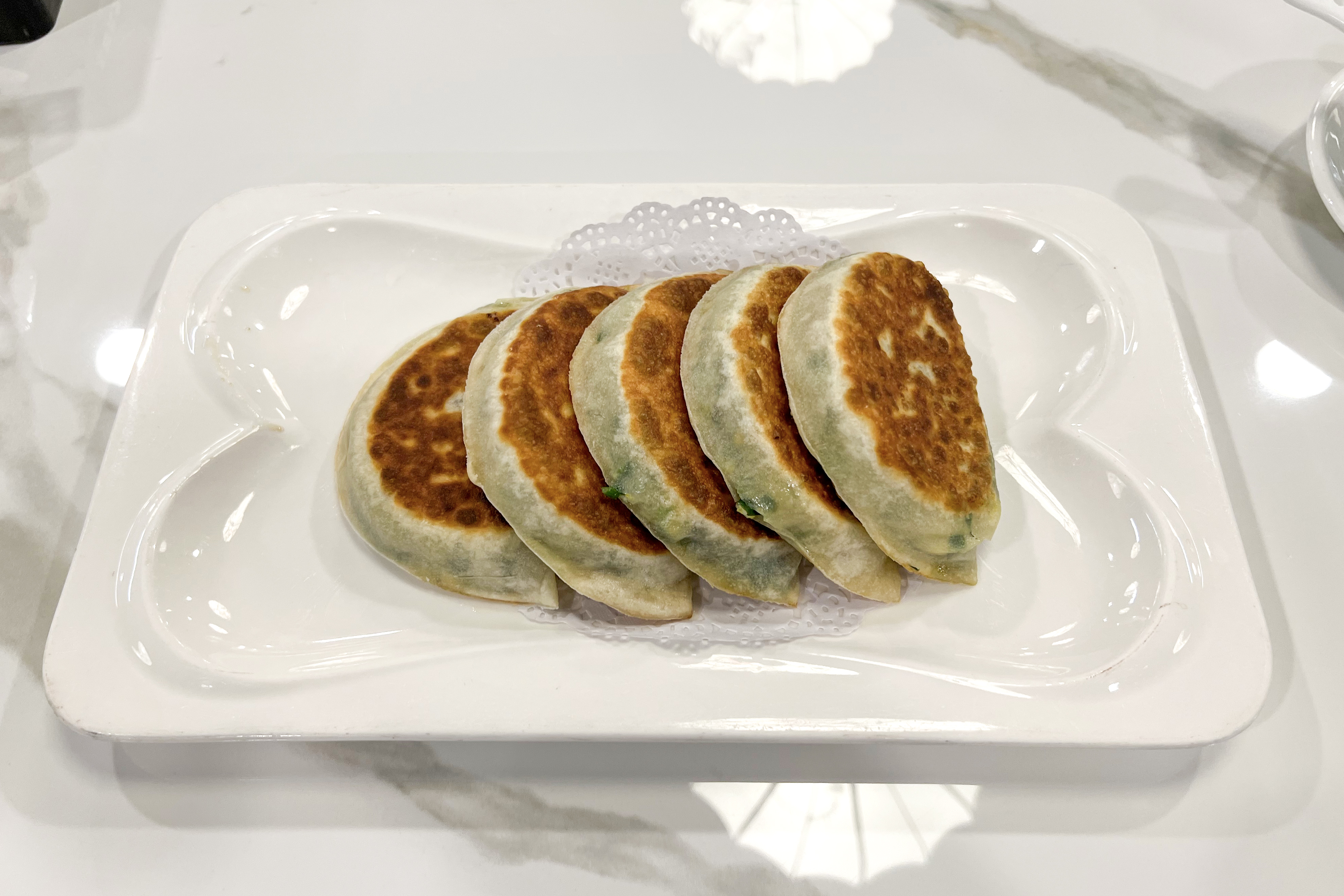
干烙韭菜盒子

油煎韭菜盒子

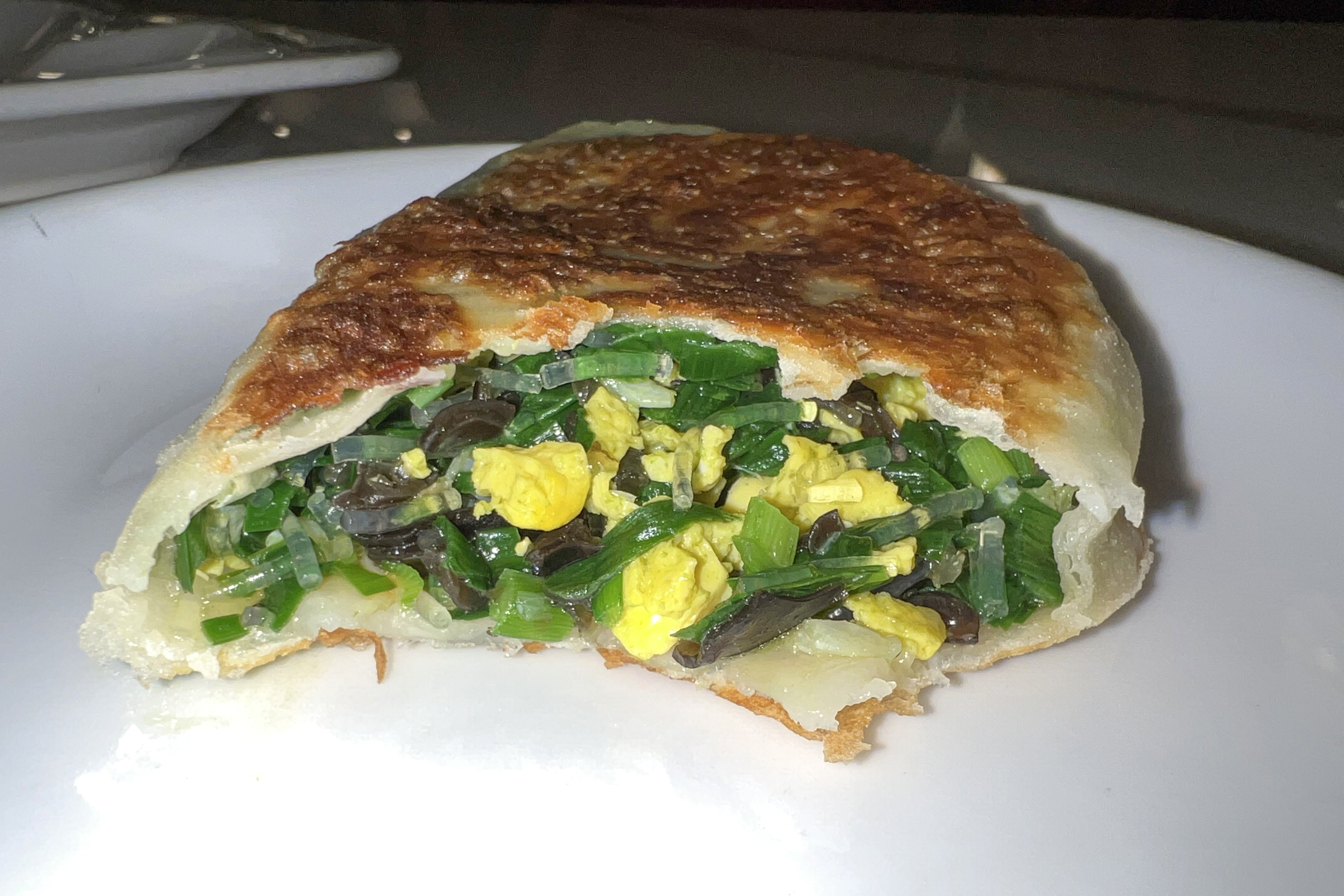
韭菜盒子

韭菜合子，俗写作韭菜盒子，是一种流行于中国北方和部分南方地区的麵點，主要馅料是韭菜，外围由混有鸡蛋的烫面皮包裹，通过油煎或乾烙的手段进行烹饪。传统的韭菜盒子馅料除剁碎的韭菜外，还配有炒碎的鸡蛋或是绞碎的猪肉。亦有加入粉丝、豆腐干等馅料的做法。

## 流行文化
2022年2月14日，自由式滑雪选手谷爱凌在2022年冬季奥林匹克运动会自由式滑雪女子坡面障碍技巧资格赛第2轮等待打分时，取出随身携带于塑料袋中的馅饼类食物食用，赛后在媒体提问时证实自己食用的“馅饼”是韭菜盒子James Pratt; Ed Knowles. . Olympics.com. 2022-02-14  [2022-02-15]. （原始内容存档于2022-06-14）.</ref>，导致部分地区2月14日中午乃至此后数日内的韭菜盒子销量剧增，微博热搜榜#谷爱凌说吃的是韭菜盒子#话题截至2月14日下午3时的阅读量更超过1.5亿，也引发了网民对韭菜盒子形态的讨论。